# Dipinti del Moretto
Questa pagina è una lista dei dipinti del Moretto, esposti in una tabella che raccoglie, in ordine cronologico, la sua produzione artistica completa. L'opera del Moretto copre circa quarant'anni di storia, dal 1515 al 1554, e la maggior parte dei dipinti prodotti raffigura temi e personaggi religiosi. In numero inferiore, ma comunque vari, sono invece i ritratti.

## Lista delle opere
| Immagine | Titolo | Data                  | Dimensioni in cm    | Tecnica                   | Supporto                         | Luogo di conservazione                                                 | Città                      | Paese              |
| -------- | --- | --------------------- | ------------------- | ------------------------- | -------------------------------- | ---------------------------------------------------------------------- | -------------------------- | ------------------ |
|          | Cristo nel deserto con le fiere                                                                                              | 1515-1517             | 45,7×55,2           | olio                      | tela                             | Metropolitan Museum of Art                                             | New York                   | Stati Uniti        |
|          | Cristo benedice Giovanni Battista nel deserto                                                                                | 1515-1517             | 65,3×93             | olio                      | tela                             | National Gallery                                                       | Londra                     | Regno Unito        |
|          | Madonna in trono col Bambino tra i santi Giacomo Maggiore e Girolamo                                                         | 1517 circa            | 148,9×138,4         | olio                      | tavola                           | Hight Museum of Art                                                    | Atlanta                    | Stati Uniti        |
|          | San Faustino a cavallo | 1518                  | 485×215             | tempera                   | tela                             | Basilica di Santa Maria in Valvendra                                   | Lovere                     | Italia             |
|          | San Giovita a cavallo | 1518                  | 485×215             | tempera                   | tela                             | Basilica di Santa Maria in Valvendra                                   | Lovere                     | Italia             |
|          | Cristo con la croce e un devoto                                                                                              | 1518                  | 78×62               | olio                      | tavola                           | Accademia Carrara                                                      | Bergamo                    | Italia             |
|          | Cristo e la samaritana al pozzo                                                                                              | 1520 circa            | 38,9×31,2           | olio                      | tela                             | Accademia Carrara                                                      | Bergamo                    | Italia             |
|          | Ritratto d'uomo | 1520 circa            | 73,7x56             | olio                      | tela                             | Museo di belle arti                                                    | Budapest                   | Ungheria           |
|          | Tobiolo e l'angelo | 1515-1518             | 50×41               | olio                      | tela                             | Collezione privata                                                     | Genova                     | Italia             |
|          | San Girolamo in meditazione nel deserto                                                                                      | 1520-1524             | 57,7×35,8           | olio                      | tavola                           | Gallerie dell'Università                                               | Stoccolma                  | Svezia             |
|          | San Girolamo in meditazione nel deserto                                                                                      | 1525 circa            | 38×30               | olio                      | tela                             | Liechtenstein Museum                                                   | Vienna                     | Austria            |
|          | Orazione nell'orto | 1520-1524             | 82×58,5             | olio                      | tavola                           | Collezione privata                                                     | Milano                     | Italia             |
|          | San Giovanni Battista nel deserto                                                                                            | 1520 circa            | 57,1×49,5           | olio                      | tavola                           | Los Angeles County Museum of Art                                       | Los Angeles                | Stati Uniti        |
|          | Madonna col Bambino tra i santi Nicola da Tolentino e Antonio da Padova                                                      | 1520 circa            | 45×63               | olio                      | tavola                           | National Gallery                                                       | Londra                     | Regno Unito        |
|          | Santi Girolamo e Dorotea adorano Gesù nel sepolcro                                                                           | 1520-1521             | 120×140             | tempera                   | tela                             | Chiesa di Santa Maria in Calchera                                      | Brescia                    | Italia             |
|          | Incoronazione della Vergine tra i santi Agostino, Silvia, Monica e Gregorio Magno e due canonici regolari lateranensi        | 1520 circa            | 178,5×377 (lunetta) | olio                      | tavola                           | Chiesa di San Giovanni Evangelista, Cappella del Santissimo Sacramento | Brescia                    | Italia             |
|          | Stendardo delle Sante Croci                                                                                                  | 1520-1522             | 244×152             | olio                      | tela                             | Pinacoteca Tosio Martinengo                                            | Brescia                    | Italia             |
|          | Madonna del Carmelo | 1522 circa            | 272×298             | tempera                   | tela                             | Gallerie dell'Accademia                                                | Venezia                    | Italia             |
|          | Madonna della Misericordia                                                                                                   | 1520-1522             | 142×200             | olio                      | tela                             | Tempio Canoviano                                                       | Possagno                   | Italia             |
|          | Profeti Enoch ed Elia | 1520-1522             | 142×200             | olio                      | tela                             | Tempio Canoviano                                                       | Possagno                   | Italia             |
|          | Maria adora il Bambino Gesù                                                                                                  | 1520-1525             | 129×92              | olio                      | tela                             | Chiesa di Sant'Alessandro in Colonna                                   | Bergamo                    | Italia             |
|          | Pala di San Giovanni Evangelista                                                                                             | 1530 circa            | 313×209             | olio                      | tavola                           | Chiesa di San Giovanni Evangelista                                     | Brescia                    | Italia             |
|          | Padre Eterno con la colomba dello Spirito Santo                                                                              | 1520 circa            | 125×214 (lunetta)   | olio                      | tavola                           | Chiesa di San Giovanni Evangelista                                     | Brescia                    | Italia             |
|          | Re Davide | 1520-1521             | 60×154              | tempera                   | tela                             | Chiesa di San Giovanni Evangelista                                     | Brescia                    | Italia             |
|          | Raccolta della manna | 1521-1524             | 211×248,4           | olio                      | tela                             | Chiesa di San Giovanni Evangelista, Cappella del Santissimo Sacramento | Brescia                    | Italia             |
|          | Elia confortato dall'angelo                                                                                                  | 1521-1524             | 211×243             | olio                      | tela                             | Chiesa di San Giovanni Evangelista, Cappella del Santissimo Sacramento | Brescia                    | Italia             |
|          | Ultima Cena | 1521-1524             | 271,5×564 (lunetta) | olio                      | tela                             | Chiesa di San Giovanni Evangelista, Cappella del Santissimo Sacramento | Brescia                    | Italia             |
|          | Evangelista Marco | 1521-1524             | 211×102             | olio                      | tela                             | Chiesa di San Giovanni Evangelista, Cappella del Santissimo Sacramento | Brescia                    | Italia             |
|          | Evangelista Luca | 1521-1524             | 211×102             | olio                      | tela                             | Chiesa di San Giovanni Evangelista, Cappella del Santissimo Sacramento | Brescia                    | Italia             |
|          | Profeta David | 1521-1524             | 130×128             | olio                      | tela                             | Chiesa di San Giovanni Evangelista, Cappella del Santissimo Sacramento | Brescia                    | Italia             |
|          | Profeta Geremia | 1521-1524             | 130×128             | olio                      | tela                             | Chiesa di San Giovanni Evangelista, Cappella del Santissimo Sacramento | Brescia                    | Italia             |
|          | Profeta Daniele | 1521-1524             | 130×128             | olio                      | tela                             | Chiesa di San Giovanni Evangelista, Cappella del Santissimo Sacramento | Brescia                    | Italia             |
|          | Profeta Aggeo | 1521-1524             | 130×128             | olio                      | tela                             | Chiesa di San Giovanni Evangelista, Cappella del Santissimo Sacramento | Brescia                    | Italia             |
|          | Profeta Michea | 1521-1524             | 130×128             | olio                      | tela                             | Chiesa di San Giovanni Evangelista, Cappella del Santissimo Sacramento | Brescia                    | Italia             |
|          | Profeta Osea | 1521-1524             | 130×128             | olio                      | tela                             | Chiesa di San Giovanni Evangelista, Cappella del Santissimo Sacramento | Brescia                    | Italia             |
|          | Ebbrezza di Noè | 1521-1524 o 1527-1528 | 163×79              | olio                      | tela                             | Collezione Fenaroli                                                    | Biella                     | Italia             |
|          | Mosè addolcisce le acque di Mara                                                                                             | 1521-1524 o 1527-1528 | 163×79              | olio                      | tela                             | Collezione Bettoni-Cazzago                                             | Brescia                    | Italia             |
|          | Il serpente di rame | 1521-1524 o 1527-1528 | 162×77              | olio                      | tela                             | Collezione privata                                                     | Brescia                    | Italia             |
|          | Mosè e il roveto ardente | 1525 circa            | 340×235             | affresco                  | tela (riportato)                 | Pinacoteca Tosio Martinengo                                            | Brescia                    | Italia             |
|          | Dieci busti di profeti | 1525 circa            | 129×93 ciascuno     | affreschi                 | tela (riportati)                 | Collezione privata                                                     | Brescia                    | Italia             |
|          | Ritratto d'uomo con lettera e clessidra                                                                                      | 1520-1525             | 87×81,5             | olio                      | tela                             | Metropolitan Museum of Art                                             | New York                   | Stati Uniti        |
|          | Ritratto di Girolamo Savonarola                                                                                              | 1524                  | 74×66               | olio                      | tela                             | Museo civico di Castelvecchio                                          | Verona                     | Italia             |
|          | Ritratto virile a figura intera                                                                                              | 1526                  | 201×92              | olio                      | tela                             | National Gallery                                                       | Londra                     | Regno Unito        |
|          | Assunzione della Vergine | 1524-1526             | 472×310             | olio                      | tela                             | Duomo vecchio                                                          | Brescia                    | Italia             |
|          | Cena in Emmaus | 1526 circa            | 147×305             | olio                      | tela                             | Pinacoteca Tosio Martinengo                                            | Brescia                    | Italia             |
|          | Madonna col Bambino in gloria con i santi Rocco, Martino e Sebastiano                                                        | 1525 circa            | 328×213             | olio                      | tela centinata                   | Basilica di Santa Maria delle Grazie                                   | Brescia                    | Italia             |
|          | Madonna in gloria con Bambino, Santi e donatore                                                                              | 1525 circa            | 348×232             | olio                      | tela centinata                   | Chiesa di San Lorenzo Martire                                          | Manerbio                   | Italia             |
|          | Sacra Famiglia con i santi Elisabetta, Giovannino e un devoto                                                                | 1524-1527             | 180×154             | tempera                   | tela                             | Chiesa di Sant'Andrea                                                  | Pralboino                  | Italia             |
|          | Madonna col Bambino tra i santi Stefano e Girolamo                                                                           | 1525 circa            | 45,7×59,1           | olio                      | tela                             | Columbia Museum of Art                                                 | Columbia                   | Stati Uniti        |
|          | Madonna col Bambino e due donatori                                                                                           | 1528 circa            | 120×159             | olio                      | tela                             | Philadelphia Museum of Art                                             | Philadelphia               | Stati Uniti        |
|          | Visitazione | 1530 circa            | 66×91,5             | olio                      | tavola                           | Collezione privata                                                     | Roma                       | Italia             |
|          | Castigo di Dio - Martirio di santa Caterina d'Alessandria                                                                    | 1530                  | 101x66              | olio                      | tavola                           | collezione privata                                                     | Brescia                    | Italia             |
|          | Compianto sul Cristo morto                                                                                                   | 1526-1530             | 175,8×98,5          | olio                      | tavola                           | National Gallery of Art                                                | Washington                 | Stati Uniti        |
|          | Madonna col Bambino con i santi Rocco e Sebastiano                                                                           | 1528 circa            | 273×183             | olio                      | tela centinata                   | Chiesa di Sant'Andrea                                                  | Pralboino                  | Italia             |
|          | Madonna col Bambino in gloria con i santi Martino e Caterina                                                                 | 1530 circa            | 215×143             | olio                      | tela centinata                   | Chiesa di San Martino                                                  | Porzano                    | Italia             |
|          | Pala di Orzinuovi | 1525-1530             | 177×166             | olio                      | tela                             | Chiesa di San Domenico                                                 | Orzinuovi                  | Italia             |
|          | Assunzione di Maria | 1529-1530             | 148×60              | olio                      | tavola                           | Pinacoteca di Brera                                                    | Milano                     | Italia             |
|          | Santi Girolamo e Paolo | 1529-1530             | 103×60              | olio                      | tavola                           | Pinacoteca di Brera                                                    | Milano                     | Italia             |
|          | Sante Caterina d'Alessandria e Chiara                                                                                        | 1529-1530             | 103×60              | olio                      | tavola                           | Pinacoteca di Brera                                                    | Milano                     | Italia             |
|          | San Francesco d'Assisi | 1529-1530             | 114×60              | olio                      | tavola                           | Pinacoteca di Brera                                                    | Milano                     | Italia             |
|          | Santi Bonaventura e Antonio da Padova                                                                                        | 1529-1530             | 114×60              | olio                      | tavola centinata                 | Museo del Louvre                                                       | Parigi                     | Francia            |
|          | Santi Bernardino da Siena e Ludovico da Tolosa                                                                               | 1529-1530             | 114×60              | olio                      | tavola                           | Museo del Louvre                                                       | Parigi                     | Francia            |
|          | Angelo in volo | 1529-1530             | 90×60               | tempera grassa verniciata | tavola sagomata                  | Collezione privata                                                     | Brescia                    | Italia             |
|          | Angelo in volo | 1529-1530             | 90×60               | tempera grassa verniciata | tavola sagomata                  | Collezione privata                                                     | Brescia                    | Italia             |
|          | Sposalizio mistico di santa Caterina                                                                                         | 1530 circa            | 75×85               | olio                      | tela                             | Collezione privata                                                     | Brescia                    | Italia             |
|          | Santo Stefano | 1530 circa            | 38×47,5             | olio                      | tavola                           | Collezione privata                                                     | Bergamo                    | Italia             |
|          | San Girolamo | 1530 circa            | 38,5×47,5           | olio                      | tavoli                           | Collezione privata                                                     | Bergamo                    | Italia             |
|          | Maria adora il Bambino Gesù                                                                                                  | 1530 circa            | 141×98              | olio                      | tela                             | Collegiata dei Santi Nazaro e Celso, casa canonica                     | Brescia                    | Italia             |
|          | Ritratto di Eleonora Averoldi                                                                                                | 1530 circa            | 86×69               | olio                      | tela                             | Philadelphia Museum of Art                                             | Philadelphia               | Stati Uniti        |
|          | Annunciazione | 1530 circa            | /                   | affresco                  | parete                           | Chiesa del Santissimo Corpo di Cristo, portale                         | Brescia                    | Italia             |
|          | Annunciazione | 1530 circa            | 31×43,2             | matita e acquerello       | carta verde e azzurra            | Accademia Carrara                                                      | Bergamo                    | Italia             |
|          | Pala di Sant'Eufemia | 1526-1530             | 331×217             | olio                      | tavola centinata                 | Pinacoteca Tosio Martinengo                                            | Brescia                    | Italia             |
|          | Santa Margherita d'Antiochia tra i santi Girolamo e Francesco d'Assisi                                                       | 1530                  | 250×204             | olio                      | tavola                           | Chiesa di San Francesco d'Assisi                                       | Brescia                    | Italia             |
|          | Sant'Antonio da Padova tra i santi Antonio Abate e Nicola da Tolentino                                                       | 1530 circa            | 315×203             | olio                      | tela                             | Pinacoteca Tosio Martinengo                                            | Brescia                    | Italia             |
|          | Santa Giustina di Padova e un donatore                                                                                       | 1530 circa            | 200×139             | olio                      | tavola                           | Kunsthistorisches Museum                                               | Vienna                     | Austria            |
|          | Strage degli innocenti | 1531-1532             | 231×141             | olio                      | tela centinata                   | Chiesa di San Giovanni Evangelista                                     | Brescia                    | Italia             |
|          | Madonna col Bambino e san Girolamo                                                                                           | 1530-1535             | 50,4×58,7           | olio                      | tavola                           | Ashmolean Museum                                                       | Oxford                     | Regno Unito        |
|          | Sibilla Eritrea | 1530-1532             | 163×56              | tempera grassa            | tela                             | Monastero dell'Escorial                                                | San Lorenzo de El Escorial | Spagna             |
|          | Profeta Isaia | 1530-1532             | 163×56              | tempera grassa            | tela                             | Monastero dell'Escorial                                                | San Lorenzo de El Escorial | Spagna             |
|          | Ritratto di un uomo di scienza                                                                                               | 1533                  | 94×79               | olio                      | tela                             | Palazzo Rosso, Galleria Brignole Sale                                  | Genova                     | Italia             |
|          | San Giovanni Battista | 1535 circa            | 153×62              | olio                      | tavola centinata                 | Pinacoteca del Castello Sforzesco                                      | Milano                     | Italia             |
|          | Profeta Geremia | 1535 circa            | 153×62              | olio                      | tavola centinata                 | Pinacoteca del Castello Sforzesco                                      | Milano                     | Italia             |
|          | Apparizione della Madonna al sordomuto Filippo Viotti                                                                        | 1534 circa            | 226×177             | olio                      | tela                             | Santuario della Madonna di Paitone                                     | Paitone                    | Italia             |
|          | Incoronazione della Vergine con i santi Michele Arcangelo, Giuseppe, Francesco d'Assisi e Nicola di Bari                     | 1534 circa            | 289×198             | olio                      | tavola originariamente centinata | Collegiata dei Santi Nazaro e Celso                                    | Brescia                    | Italia             |
|          | Il Padre Eterno | 1534 circa            | 64×92 (lunetta)     | olio                      | tavola                           | Collegiata dei Santi Nazaro e Celso                                    | Brescia                    | Italia             |
|          | L'angelo annunciante | 1534 circa            | 27×27 (tondo)       | olio                      | tavola                           | Collegiata dei Santi Nazaro e Celso, casa canonica                     | Brescia                    | Italia             |
|          | La Vergine annunciata | 1534 circa            | 27×27 (tondo)       | olio                      | tavola                           | Collegiata dei Santi Nazaro e Celso, casa canonica                     | Brescia                    | Italia             |
|          | Adorazione dei pastori | 1534 circa            | 34×56 (ovato)       | olio                      | tavola                           | Collegiata dei Santi Nazaro e Celso, casa canonica                     | Brescia                    | Italia             |
|          | Sacrificio di Isacco | 1530-1535             | 247×479 (lunetta)   | tempera                   | tela                             | Duomo nuovo                                                            | Brescia                    | Italia             |
|          | Elia confortato dall'angelo                                                                                                  | 1530-1535             | 214×247             | olio                      | tela                             | Duomo vecchio                                                          | Brescia                    | Italia             |
|          | Evangelista Marco | 1530-1535             | 210×90              | olio                      | tela                             | Duomo vecchio                                                          | Brescia                    | Italia             |
|          | Evangelista Luca | 1530-1535             | 213×93              | olio                      | tela                             | Duomo vecchio                                                          | Brescia                    | Italia             |
|          | Sant'Antonio da Padova | 1530 circa            | 74×64               | olio                      | tela                             | Pinacoteca del Castello Sforzesco                                      | Milano                     | Italia             |
|          | Sant'Antonio Abate | 1530-1535             | 197×148             | olio                      | tela                             | Santuario della Madonna della Neve                                     | Auro                       | Italia             |
|          | Martirio di san Pietro da Verona                                                                                             | 1530-1535             | 310×163             | olio                      | tela                             | Pinacoteca Ambrosiana                                                  | Milano                     | Italia             |
|          | Madonna col Bambino in gloria                                                                                                | 1535 circa            | 96×79               | olio                      | tela                             | Galleria Sabauda                                                       | Torino                     | Italia             |
|          | San Pietro | 1530-1535             | 115×51              | olio                      | tela                             | Gallerie dell'Accademia                                                | Venezia                    | Italia             |
|          | San Giovanni Battista | 1530-1535             | 115×51              | olio                      | tavola                           | Gallerie dell'Accademia                                                | Venezia                    | Italia             |
|          | Commiato di san Giovanni Battista dai genitori                                                                               | 1535 circa            | 443×231             | tempera                   | tela                             | Chiesa di San Giovanni Evangelista                                     | Brescia                    | Italia             |
|          | Predica di san Giovanni Battista al Giordano                                                                                 | 1535 circa            | 443×231             | tempera                   | tela                             | Chiesa di San Giovanni Evangelista                                     | Brescia                    | Italia             |
|          | San Giovanni Evangelista | 1535 circa            | 432×203             | tempera                   | tela                             | Chiesa di San Giovanni Evangelista                                     | Brescia                    | Italia             |
|          | San Giovanni Battista | 1535 circa            | 432×203             | tempera                   | tela                             | Chiesa di San Giovanni Evangelista                                     | Brescia                    | Italia             |
|          | Annunciazione | 1535-1540             | 42×58               | olio                      | tavola                           | Pinacoteca Tosio Martinengo                                            | Brescia                    | Italia             |
|          | Madonna con bambino e san Girolamo                                                                                           | 1535- 1540            | 42×50               | olio                      | tela                             | Museo Diocesano Brescia                                                | Brescia                    | Italia             |
|          | Ritratto di gentiluomo con lettera                                                                                           | 1535-1540             | 115×101             | olio                      | tela                             | Pinacoteca Tosio Martinengo                                            | Brescia                    | Italia             |
|          | Adorazione dei pastori | 1533-1539             | 260×142             | tempera                   | tela centinata                   | Pinacoteca Tosio Martinengo                                            | Brescia                    | Italia             |
|          | Madonna in trono col Bambino tra i santi Eusebia, Andrea, Domno e Domneone                                                   | 1536-1537             | 224×174             | olio                      | tela                             | Chiesa di Sant'Andrea                                                  | Bergamo                    | Italia             |
|          | Pala Rovelli | 1539                  | 245×192             | olio                      | tela                             | Pinacoteca Tosio Martinengo                                            | Brescia                    | Italia             |
|          | Madonna col Bambino in gloria con i santi Ippolito e Caterina                                                                | 1540 circa            | 229×133             | olio                      | tela                             | National Gallery                                                       | Londra                     | Regno Unito        |
|          | Adorazione dei pastori con i santi Nazaro e Celso                                                                            | 1540                  | 380×320             | olio                      | tela centinata                   | Collegiata dei Santi Nazaro e Celso                                    | Brescia                    | Italia             |
|          | San Placido | 1540 circa            | 81×71,5             | olio                      | tela                             | Museo di belle arti                                                    | Budapest                   | Ungheria           |
|          | Madonna col Bambino con santa Elisabetta e san Giovannino                                                                    | 1540 circa            | 85×133              | olio                      | tela                             | Collezione Carantani Scavini                                           | Varese                     | Italia             |
|          | Madonna col Bambino e san Rocco                                                                                              | 1535-1540             | 86,5×112,2          | olio                      | tela                             | Collezione Banca San Paolo                                             | Brescia                    | Italia             |
|          | Ritratto di dama in bianco                                                                                                   | 1540 circa            | 106×88              | olio                      | tela                             | National Gallery of Art                                                | Washington                 | Stati Uniti        |
|          | Ritratto di Giorgio Martinengo Cesaresco                                                                                     | 1540                  | 93×88               | olio                      | tela                             | Collezione privata                                                     | Brescia                    | Italia             |
|          | Cristo eucaristico con i santi Cosma e Damiano                                                                               | 1540 circa            | 261×160             | olio                      | tela cuspidata                   | Chiesa dei Santi Cosma e Damiano                                       | Marmentino                 | Italia             |
|          | Vergine annunciata | 1540 circa            | 235×117             | tempera                   | tela sagomata                    | Chiesa di Sant'Andrea                                                  | Asola                      | Italia             |
|          | L'angelo annunciante | 1540 circa            | 235×117             | tempera                   | tela sagomata                    | Chiesa di Sant'Andrea                                                  | Asola                      | Italia             |
|          | San Giuseppe | 1540 circa            | 235×117             | tempera                   | tela sagomata                    | Chiesa di Sant'Andrea                                                  | Asola                      | Italia             |
|          | Sant'Antonio da Padova | 1540 circa            | 235×117             | tempera                   | tela sagomata                    | Chiesa di Sant'Andrea                                                  | Asola                      | Italia             |
|          | San Girolamo | 1540 circa            | 235×117             | tempera                   | tela sagomata                    | Chiesa di Sant'Andrea                                                  | Asola                      | Italia             |
|          | Santa Caterina d'Alessandria                                                                                                 | 1540 circa            | 235×117             | tempera                   | tela sagomata                    | Chiesa di Sant'Andrea                                                  | Asola                      | Italia             |
|          | Profeta Isaia | 1540 circa            | 235×117             | tempera                   | tela sagomata                    | Chiesa di Sant'Andrea                                                  | Asola                      | Italia             |
|          | Sibilla Eritrea | 1540 circa            | 235×117             | tempera                   | tela sagomata                    | Chiesa di Sant'Andrea                                                  | Asola                      | Italia             |
|          | Madonna col Bambino in gloria con i santi Onofrio e Antonio Abate                                                            | 1540 circa            | 330×200             | olio                      | tela centinata e sagomata        | Chiesa di Sant'Eufemia                                                 | Verona                     | Italia             |
|          | Madonna col Bambino in gloria con le sante Caterina, Lucia, Cecilia, Barbara e Agnese                                        | 1540                  | 288×193             | olio                      | tela                             | Chiesa di San Giorgio in Braida                                        | Verona                     | Italia             |
|          | Ritratto di donna come sant'Agnese                                                                                           | 1540 circa            | 88,5×71,5           | olio                      | tela                             | Collezione privata                                                     | Svizzera                   | Svizzera           |
|          | Salomé | 1540 circa            | 56×39               | olio                      | tavola                           | Pinacoteca Tosio Martinengo                                            | Brescia                    | Italia             |
|          | Pala di Londra | 1540 circa            | 352×228             | olio                      | tela                             | National Gallery                                                       | Londra                     | Regno Unito        |
|          | Angelo adorante | 1540 circa            | 153.9×54            | olio                      | tavola                           | National Gallery                                                       | Londra                     | Regno Unito        |
|          | Angelo adorante | 1540 circa            | 154×54,2            | olio                      | tavola                           | National Gallery                                                       | Londra                     | Regno Unito        |
|          | San Giuseppe | 1540 circa            | 153,6×54,1          | olio                      | tavola                           | National Gallery                                                       | Londra                     | Regno Unito        |
|          | San Girolamo | 1540 circa            | 153,6×54,2          | olio                      | tavola                           | National Gallery                                                       | Londra                     | Regno Unito        |
|          | Gesù in gloria consegna le chiavi a san Pietro e il libro della dottrina a san Paolo                                         | 1540 circa            | 225×125             | olio                      | tela sagomata                    | Chiesa di San Nicola                                                   | Rodengo-Saiano             | Italia             |
|          | Sacra Famiglia con san Giovannino                                                                                            | 1540 circa            | 77×103,5            | olio                      | tela                             | Museo Poldi Pezzoli                                                    | Milano                     | Italia             |
|          | Madonna col Bambino, san Giovannino e santa Elisabetta                                                                       | 1540 circa            | 88×110              | olio                      | tela                             | Collezione Giovanni Treccani degli Alfieri                             | Milano                     | Italia             |
|          | San Gerolamo in meditazione                                                                                                  | 1540-1545             | 81×107              | olio                      | tela                             | Collezione Borromeo                                                    | Isola Bella                | Italia             |
|          | Caduta e conversione di san Paolo                                                                                            | 1540-1541             | 306×136             | olio                      | tela                             | Chiesa di Santa Maria presso San Celso                                 | Milano                     | Italia             |
|          | Adorazione dei pastori | 1540-1541             | 402×273             | olio                      | tela                             | Gemäldegalerie                                                         | Berlino                    | Germania           |
|          | Cristo in passione con Mosè e Salomone                                                                                       | 1541-1542             | 290×198             | olio                      | tela centinata                   | Collegiata dei Santi Nazaro e Celso                                    | Brescia                    | Italia             |
|          | Madonna col Bambino e sant'Antonio Abate                                                                                     | 1540-1545             | 46×58               | olio                      | tavola                           | Liechtenstein Museum                                                   | Vienna                     | Austria            |
|          | Ritratto di Fortunato Martinengo Cesaresco                                                                                   | 1542                  | 113,6×93,9          | olio                      | tela                             | National Gallery                                                       | Londra                     | Regno Unito        |
|          | Pala Luzzago | 1542                  | 290×174             | olio                      | tela centinata e sagomata        | Pinacoteca Tosio Martinengo                                            | Brescia                    | Italia             |
|          | Madonna col Bambino e sant'Antonio Abate                                                                                     | 1540-1545             | 48×64               | olio                      | tela                             | Museo delle Belle Arti                                                 | Bordeaux                   | Francia            |
|          | Matrimonio mistico di santa Caterina d'Alessandria con i santi Caterina da Siena, Paolo e Girolamo                           | 1543 circa            | 308×194             | olio                      | tela                             | Chiesa di San Clemente                                                 | Brescia                    | Italia             |
|          | Madonna col Bambino in gloria con i santi Girolamo, Francesco d'Assisi e Antonio Abate                                       | 1543 circa            | 255×185             | olio                      | tela                             | Pinacoteca di Brera                                                    | Milano                     | Italia             |
|          | Pentecoste | 1543-1544             | 249×167             | olio                      | tela                             | Pinacoteca Tosio Martinengo                                            | Brescia                    | Italia             |
|          | Cena in casa di Simone il fariseo                                                                                            | 1544                  | 303×596             | olio                      | tela                             | Chiesa della Pietà (Venezia)                                           | Venezia                    | Italia             |
|          | Madonna col Bambino e quattro Dottori della Chiesa                                                                           | 1540-1545             | 284×187             | olio                      | tela                             | Städelsches Kunstinstitut                                              | Francoforte sul Meno       | Germania           |
|          | Pala di Pralboino | 1540-1545             | 356×225             | olio                      | tela                             | Chiesa di Sant'Andrea                                                  | Pralboino                  | Italia             |
|          | Cristo eucaristico tra i santi Bartolomeo e Rocco                                                                            | 1545 circa            | 254×175             | olio                      | tela                             | Chiesa di San Bartolomeo                                               | Castenedolo                | Italia             |
|          | Ritratto di un ecclesiastico                                                                                                 | 1545 circa            | 101,5×78            | olio                      | tela                             | Alte Pinakothek                                                        | Monaco di Baviera          | Germania           |
|          | Madonna del Tabarrino | 1540-1545             | 95×78               | olio                      | tela                             | Chiesa di San Giovanni Evangelista                                     | Brescia                    | Italia             |
|          | Ritratto di donna con liuto e cagnolino                                                                                      | 1545 circa            | 102×87              | olio                      | tela                             | Collezione privata                                                     | Milano                     | Italia             |
|          | Incoronazione della Vergine                                                                                                  | 1545                  | 176×96,5            | olio                      | tela                             | Collezione Banca San Paolo                                             | Brescia                    | Italia             |
|          | Madonna col Bambino e un angelo                                                                                              | 1540-1550             | 49×57               | olio                      | tela                             | Pinacoteca di Brera                                                    | Milano                     | Italia             |
|          | Ritratto di uomo in preghiera                                                                                                | 1545                  | 129×89,4            | olio                      | tela                             | National Gallery                                                       | Londra                     | Regno Unito        |
|          | Nozze di Cana | 1545 circa            | 280×420             | olio                      | tela                             | Istituto Leone XIII                                                    | Milano                     | Italia             |
|          | Cristo alla colonna | 1540-1550             | 59×42,5             | olio                      | tavola                           | Museo di Capodimonte                                                   | Napoli                     | Italia             |
|          | San Francesco di Paola | 1550 circa            | 23×18               | olio                      | rame                             | Collezione privata                                                     | Brescia                    | Italia             |
|          | Sante Lucia, Cecilia, Barbara, Agata e Agnese                                                                                | 1540-1550             | 259×176             | olio                      | tela centinata                   | Chiesa di San Clemente                                                 | Brescia                    | Italia             |
|          | Sant'Orsola e le vergini compagne                                                                                            | 1540-1550             | 245×167             | olio                      | tela                             | Chiesa di San Clemente                                                 | Brescia                    | Italia             |
|          | Sant'Orsola e le vergini compagne                                                                                            | 1540-1550             | 219×143             | olio                      | tela cuspidata                   | Pinacoteca del Castello Sforzesco                                      | Milano                     | Italia             |
|          | Madonna in trono col Bambino in gloria con i santi Zenone, Andrea e Girolamo                                                 | 1545 circa            | 283×190             | olio                      | tela centinata                   | Chiesa dei Santi Silvestro e Michele Arcangelo                         | Calvisano                  | Italia             |
|          | Ritratto di un Martinengo | 1545 circa            | 83,8×67,8           | olio                      | tela                             | Museo Lechi                                                            | Montichiari                | Italia             |
|          | Madonna delle pere | 1545 circa            | 185×138             | olio                      | tela                             | Pinacoteca vaticana                                                    | Città del Vaticano         | Città del Vaticano |
|          | San Rocco medicato da un angelo                                                                                              | 1545 circa            | 227×151             | olio                      | tela                             | Museo di belle arti                                                    | Budapest                   | Ungheria           |
|          | San Giovanni Evangelista | 1545-1546             | 181×46              | olio                      | tela                             | Pinacoteca Ambrosiana                                                  | Milano                     | Italia             |
|          | Sibilla Samia | 1545-1546             | 178×51              | olio                      | tela                             | Pinacoteca Ambrosiana                                                  | Milano                     | Italia             |
|          | Re Salomone | 1545-1546             | 181×50              | olio                      | tela                             | Pinacoteca Ambrosiana                                                  | Milano                     | Italia             |
|          | Santa Maria Maddalena | 1545-1546             | 163,9×42,5          | olio                      | tela                             | Art Institute of Chicago                                               | Chicago                    | Stati Uniti        |
|          | Ritratto di Federico Martinengo                                                                                              | 1546                  | 105×90,4            | olio                      | tela                             | Pinacoteca civica                                                      | Abano Terme                | Italia             |
|          | Sala affrescata con figure di donne su sfondo di grande paesaggio                                                            | 1545-1546             | /                   | affresco                  | /                                | Palazzo Salvadego                                                      | Brescia                    | Italia             |
|          | Fede | 1545-1550             | 100×75              | olio                      | tela                             | Museo dell'Ermitage                                                    | San Pietroburgo            | Russia             |
|          | Madonna col Bambino, santi Giovannino, Giuseppe in veste di donatore                                                         | 1550 circa            | 82×94               | olio                      | tela                             | Accademia Carrara                                                      | Bergamo                    | Italia             |
|          | Madonna col Bambino in gloria con san Giovanni Evangelista, il beato Lorenzo Giustiniani e l'allegoria della Sapienza Divina | 1545-1550             | 272×190             | olio                      | tela                             | Palazzo Vescovile                                                      | Brescia                    | Italia             |
|          | Madonna col Bambino in gloria con i santi Clemente, Domenico, Caterina, Floriano e Maria Maddalena                           | 1548                  | 421×280             | olio                      | tela centinata                   | Chiesa di San Clemente                                                 | Brescia                    | Italia             |
|          | Natività di Gesù con san Girolamo e un donatore gerolimino                                                                   | 1550 circa            | 412×276             | olio                      | tela                             | Pinacoteca Tosio Martinengo                                            | Brescia                    | Italia             |
|          | Madonna col Bambino in gloria con i santi Rocco, Zenone e Sebastiano                                                         | 1550 circa            | 281×180             | olio                      | tela                             | Chiesa di San Rocco                                                    | Mazzano                    | Italia             |
|          | Cristo e l'angelo | 1550 circa            | 209×126             | olio                      | tela                             | Pinacoteca Tosio Martinengo                                            | Brescia                    | Italia             |
|          | Sollevamento di Simon Mago                                                                                                   | 1550 circa            | 446×243,5           | tempera                   | tela                             | Seminario diocesano di Brescia                                         | Brescia                    | Italia             |
|          | Caduta di Simon Mago | 1550 circa            | 446×243,5           | tempera                   | tela                             | Seminario diocesano di Brescia                                         | Brescia                    | Italia             |
|          | I santi Pietro e Paolo sostengono la chiesa                                                                                  | 1550 circa            | 446×399 (assieme)   | tempera                   | tela                             | Seminario diocesano di Brescia                                         | Brescia                    | Italia             |
|          | Madonna col Bambino e san Giovannino                                                                                         | 1550 circa            | 39×42               | olio                      | tavola                           | Liechtenstein Museum                                                   | Vienna                     | Austria            |
|          | Cena in casa di Simone il fariseo                                                                                            | 1550-1554             | 207×140             | olio                      | tela centinata                   | Chiesa di Santa Maria in Calchera                                      | Brescia                    | Italia             |
|          | Cristo in passione con i santi Giovanni Battista e Pancrazio                                                                 | 1550-1554             | 250×180             | olio                      | tela                             | Chiesa di San Pancrazio                                                | Gorlago                    | Italia             |
|          | La Trinità incorona la vergine con i santi Pietro, Paolo e le allegorie della Giustizia e della Pace                         | 1550 circa            | 368×208             | olio                      | tela                             | Centro pastorale Paolo VI                                              | Brescia                    | Italia             |
|          | San Pietro in meditazione | 1550 circa            | 167,5×99            | olio                      | tela                             | Collezione privata                                                     | Brescia                    | Italia             |
|          | Madonna col Bambino in gloria con i santi Martino, Bernardo, Faustino e Giovita                                              | 1550 circa            | 230×170             | olio                      | tela                             | Chiesa dei Santi Faustino e Giovita                                    | Sarezzo                    | Italia             |
|          | Madonna col Bambino in trono                                                                                                 | 1550 circa            | 118×78,5            | olio                      | tela                             | Collezione privata                                                     | Milano                     | Italia             |
|          | Assunzione di Maria | 1554                  | 450×272             | olio                      | tela                             | Chiesa di Santa Maria Assunta                                          | Maguzzano                  | Italia             |
|          | Melchisedec offre pane e vino al patriarca Abramo                                                                            | 1550-1554             | 225×180             | olio                      | tela centinata                   | Chiesa di San Clemente                                                 | Brescia                    | Italia             |
|          | Compianto sul Cristo morto                                                                                                   | 1554                  | 240×189,2           | olio                      | tela                             | Metropolitan Museum of Art                                             | New York                   | Stati Uniti        |
|          | Convitto dell'agnello pasquale                                                                                               | 1553-1554             | 214×247             | olio                      | tela                             | Duomo vecchio                                                          | Brescia                    | Italia             |
|          | Melchisedec offre pane e vino al patriarca Abramo                                                                            | 1553-1554             | 200×238             | olio                      | tela                             | Duomo vecchio                                                          | Brescia                    | Italia             |